# آکادمی پزشکی نیویورک
آکادمی پزشکی نیویورک یک سازمان سیاست‌گذاری و حمایت از سلامت است که در سال ۱۸۴۷ توسط گروهی از پزشکان برجسته منطقه کلان‌شهر نیویورک به عنوان صدای حرفه پزشکی در عمل پزشکی و اصلاحات بهداشت عمومی تأسیس شد.
در سال ۱۸۶۶ این آکادمی در تأسیس هیئت بهداشت کلان‌شهری، اولین مرجع بهداشت عمومی شهری مدرن در ایالات متحده و پیشرو وزارت بهداشت امروزی، نقش مهمی داشت. در سال‌های اخیر، این آکادمی به عنوان یک مدافع مؤثر در اصلاحات بهداشت عمومی و همچنین یک مرکز اصلی آموزش بهداشت عمل کرده است. کار این آکادمی اکنون بر پیشرفت سلامت شهری در شهر نیویورک و سراسر جهان متمرکز است. امروزه، این آکادمی بیش از سه هزار عضو دارد که شامل پزشکان، پرستاران، مدیران مراقبت‌های بهداشتی و متخصصانی در تمام زمینه‌ها هستند که به حفظ و بهبود سلامت اختصاص دارند.